# Peace Trail
Albums de Neil Young
Earth
(2016) Hitchhiker
(2017)
Peace Trail est le 38e album studio de l'auteur-compositeur-interprète canadien/américain Neil Young, sorti le 9 décembre 2016 chez Reprise Records. Coproduit par Young et John Hanlon, l'album est enregistré au Shangri-La Studios du producteur de disques Rick Rubin.
Décrit comme un album « principalement acoustique », Neil Young enregistre Peace Trail avec le batteur Jim Keltner et le bassiste Paul Bushnell. 

## Contexte
Peace Trail est écrit et enregistré à la suite de la sortie de l'album live, Earth, en 2016. Malgré un travail intensif sur Promise of the Real tout au long de 2015 et 2016, Neil Young opte pour l'enregistrement d'un album solo avec les musiciens de session Jim Keltner (batterie) et Paul Bushnell (basse). Neil Young explique sa décision au magazine Mother Jones :

« J'ai commencé à écrire Peace Trail ici au Colorado, puis je suis retourné en Californie. J'avais quelques autres morceaux en tête, j'en ai donc terminé quelques-uns au bout de quelques jours et j'ai voulu entrer en studio. J'aime y aller tout de suite, dès que j'ai quelque chose. J'ai appelé les membres de Promise of the Real, avec qui j'ai joué, et ils étaient tous sur la route. Dès que j'ai raccroché le téléphone, j'ai écrit une autre chanson et j'ai commencé à en écrire une autre, et je me suis dit : "Hé, je ne peux pas attendre, je devrais faire ça maintenant ! Je devrais le faire maintenant ! Mon expérience me dit que quand c'est là, c'est là, et qu'on ne peut pas le faire attendre. J'ai donc fait appel à Jimmy Keltner et Paul Bushnell, deux bons gars, et j'ai fait ce disque »

.

## Écriture
Dans les chansons de l'album, Neil Young commente la technologie et le changement social, ainsi que la nécessité pour les gens de conduire ce changement de manière positive. Il explique : « Cet album a un bon feeling. Lorsque quelque chose est usé, remerciez Dieu ou le Grand Esprit ou qui que ce soit d'autre pour quelque chose de nouveau qui arrive. C'est la meilleure nouvelle que vous puissiez avoir. Peut-être est-ce un bébé, peut-être est-ce un mouvement, peut-être est-ce une façon de penser, peut-être est-ce une évolution. Qui sait ? Mais c'est une grande affaire, et ce n'est pas un mauvais sentiment ».
Dans la chanson Indian Givers, il exprime son soutien aux activistes locaux de la réserve indienne de Standing Rock, dans le cadre des manifestations contre le Dakota Access Pipeline qui se déroulaient alors. Neil Young passe son 71e anniversaire aux côtés des manifestants et se produit sur le site.
Les paroles de Show Me expriment un soutien aux droits des femmes. il se souvient de la réaction du public lorsqu'il a joué la chanson pour la première fois : « Quand je l'ai chantée pour la première fois, je crois que c'était à Telluride, dans le Colorado, et j'ai entendu ce son. Je n'avais jamais entendu cela auparavant : toutes les femmes du public applaudissant spontanément, ou s'encourageant, ou quoi que ce soit d'autre - de la reconnaissance ». 

## Enregistrement
L'album est enregistré en quatre jours au Shangri-La Studio à Malibu à la mi-septembre 2016,. L'album éunit uniquement Neil Young, Jim Keltner  et Paul Bushnell, avec des overdubs supplémentaires de Young, crédités sous le pseudonyme de Joe Yankee. C'est le premier album où Neil Young utilise Auto-Tune, sur la chanson My Pledge.

## Critiques
Peace Trail reçoit des critiques mitigées lors de sa sortie. Sur Metacritic, qui attribue une note normalisée sur 100 aux critiques, l'album reçoit une note moyenne de 57, sur la base de 18 critiques, ce qui indique des « critiques mitigées ou moyennes ».
Dans une critique favorable pour Uncut, Damien Love se dit surpris que Neil Young ait choisi de ne pas enregistrer avec son groupe actuel Promise of the Real, mais fait l'éloge des collaborateurs de l'album, Paul Bushnell et Jim Keltner : « Bushnell fournit ce type de basse parfaite que l'on remarque à peine. Les percussions de Keltner sont une autre histoire. Capturé la plupart du temps lors de la première ou de la deuxième prise, il ne suit pas tant le rythme qu'il ne répond à ce que fait Young, un jeu improvisé de motifs bizarres et hirsutes. Le disque devient souvent un duo entre Young et Keltner ». Dans une autre critique positive pour Classic Rock, Rob Hughes écrit : « Même si ce n'est pas l'album le plus impliqué musicalement de ses 50 ans de carrière, c'est une preuve convaincante que Young a encore beaucoup à offrir ».
Dans une critique globalement positive pour Pitchfork, Sam Sodomsky fait l'éloge de l'engagement de Neil Young à sortir des albums politiquement chargés et de sa production prolifique : « Alors que la voix de Young n'a jamais semblé aussi vieille qu'ici, son énergie a quelque chose de juvénile. Outre le fait que son rythme de deux albums par an le met au diapason de vos Ty Segalls ou John Dwyers, sa musique est guidée par une détermination sans faille à couvrir de nouveaux terrains et à dire ce qu'il pense ».
Dans une critique négative pour Allmusic, Stephen Thomas Erlewine suggère que le processus d'enregistrement de l'album a été précipité : « Il est intéressant d'un point de vue esthétique, mais le problème de Peace Trail n'est pas le concept, c'est l'exécution. Conçu comme un bulletin musical à la "Ohio" ou Living with War, Peace Trail est rempli de chansons qui parlent d'un moment précis dans le temps, mais l'exécution est si peu artistique qu'elle vire à l'indifférence ».

## Titres
| No  | Titre                          | Durée |
| --- | ------------------------------ | ----- |
| 1.  | Peace Trail                    | 5:32  |
| 2.  | Can't Stop Workin'             | 2:45  |
| 3.  | Indian Givers                  | 5:41  |
| 4.  | Show Me                        | 4:02  |
| 5.  | Texas Rangers                  | 2:29  |
| 6.  | Terrorist Suicide Hang Gliders | 3:17  |
| 7.  | John Oaks                      | 5:12  |
| 8.  | My Pledge                      | 3:54  |
| 9.  | Glass Accident                 | 2:53  |
| 10. | My New Robot                   | 2:35  |

## Personnel

### Musiciens
- Neil Young : guitare, voix, production
- Paul Bushnell : Basse
- Jim Keltner : Batterie
- Micah Nelson : chant
- Joe Yankee : harpe électrique, orgue de barbarie

### Production
- Eric Lynn : ingénierie
- Elliot Roberts : direction
- John Hanlon : production, mixage
- Johnny Burik, Kevin Smith : assistant ingénieur
- Tim Mulligan : assistance à la postproduction

## Classements
| Classement (2016)             | Meilleure position |
| ----------------------------- | ------------------ |
| Australie (ARIA)              | 52                 |
| Autriche (Ö3 Austria Top 40)  | 27                 |
| Belgique (Flandre Ultratop)   | 30                 |
| Belgique (Wallonie Ultratop)  | 61                 |
| Canada (Canadian Albums)      | 72                 |
| Pays-Bas (Mega Album Top 100) | 23                 |
| Allemagne (Media Control AG)  | 23                 |
| Irlande (IRMA)                | 58                 |
| Italie (FIMI)                 | 75                 |
| Nouvelle-Zélande (RMNZ)       | 1                  |
| Norvège (VG-lista)            | 32                 |
| Écosse (OCC)                  | 41                 |
| Espagne (PROMUSICAE)          | 82                 |
| Suède (Sverigetopplistan)     | 14                 |
| Suisse (Schweizer Hitparade)  | 24                 |
| Royaume-Uni (UK Albums Chart) | 57                 |
| États-Unis (Billboard 200)    | 76                 |